# 梧桐山
梧桐山（ごとうざん）は、中華人民共和国広東省深圳市にある山。2009年に中華人民共和国国家級風景名勝区に認定された。
標高943.7m。低い丘陵が主。山体は火山岩から構成される。

## 名勝
- 仙湖植物園
- 弘法寺